# Бэйкон, Дуэйн
Дуэйн Ли Бэйкон (англ. Dwayne Lee Bacon Jr.; род. 30 августа 1995, Лейкленд, штат Флорида, США) — американский профессиональный баскетболист, играющий на позиции лёгкого форварда.

## Карьера
Дуэйн Бэйкон родился 30 августа 1995 года в городе Лейкленд, штат Флорида (США). В школьные годы игрок часто менял учебные заведения и выступал за разные команды. На свой выпускной год форвард перешел в академию Oak Hill. Команда завершила регулярный сезон с результатом 45-0, не допустив ни одного поражения. Бэйкон набирал в среднем 23,3 очка, 4,4 подбора, 3,4 передачи и 2,2 перехвата за игру.
В колледже Дуэйн подписал контракт с «Флоридой Стэйт» и принял участие во всех матчах сезона-2015/16, набирая в среднем 15,8 очка и 5,8 подбора. На следующий год был включён во «вторую» команду конференции атлантического побережья. После того как «Стэйт» выбыли из турнира NCAA Бэйкон подал заявку на участие в драфте НБА 2017 года.
22 июня 2017 года форвард был задрафтован командой «Нью-Орлеан Пеликанс» под 40-м пиком. Вскоре Бэйкона выкупили «Шарлотт Хорнетс» по личной инициативе владельца клуба Майкла Джордана. Легенда баскетбола увидел талант в парне, который в дальнейшем защищал цвета команды на протяжении трёх лет. Дуэйн дебютировал в НБА 18 октября, набрав 8 очков, 2 подбора и 2 передачи в матче против «Детройт Пистонс». 
24 ноября 2020 года Бэйкон подписал контракт с «Орландо Мэджик». Форвард принял участие во всех 72 играх сезона (50 в старте) и набирал в среднем 10,9 очка за игру. 7 мая 2021 года Дуэйн выбил рекордные для себя в НБА 28 очков в матче против бывшей команды «Шарлотт Хорнетс». Уже после ухода из «Орландо» имел краткосрочные контракты с «Нью-Йорк Никс» и «Лос-Анджелес Лейкерс».
Европейский этап карьеры начался для форварда в «Монако». Вместе с командой дошёл до финала Чемпионата Франции. В 29 матчах Евролиги сезона-2021/2022 Бэйкон в среднем вносил в личный зачёт 13,9 очка, 3,1 подбора и 1,3 передачи. В октябре 2022 года игрок присоединился к греческому «Панатинаикосу». В 27 матчах Евролиги за афинскую команду Бэйкон набирал 16,6 очка, 3,5 подбора и 2 передачи при 31 минуте игрового времени.
Сезон-2023/2024 игрок провёл в Китайской баскетбольной ассоциации, выступая за «Шанхай Шаркс». В 49 играх форвард в среднем набирал 22,5 очка, 5 подборов и 2,9 передачи. 
В августе 2024 года Бэйкон подписал контракт с «Зенитом». В составе команды Дуэйн стал серебряным призёром Единой лиги ВТБ и чемпионата России. В Суперкубке Единой лиги ВТБ Бэйкон бронзовым призёром и был включён в символическую пятёрку турнира.
В июле 2025 года Бэйкон перешёл в «Дубай».

## Достижения
- Серебряный призёр Единой лиги ВТБ: 2024/2025
- Серебряный призёр чемпионата России: 2024/2025
- Бронзовый призёр Суперкубка Единой лиги ВТБ: 2024
- Серебряный призёр чемпионата Франции: 2021/2022